# Guten Morgen, du Schöne: Steffi
Guten Morgen, du Schöne: Steffi  mit dem Untertitel Brot und Kaviar  ist ein 1979 geschaffener Film des Fernsehens der DDR von Vera Loebner nach einem Kapitel aus dem 1977 erschienenen Buch Guten Morgen, du Schöne von Maxie Wander.

## Handlung
Steffi  ist eine in sich gespaltene junge Frau von etwa dreißig Jahren. Während der Wartezeit in einem Waschsalon erzählt sie ihre Geschichte. Mit der ihr scheinbar anhaftenden Naivität gibt sie sich als Vertreterin eines überholten Frauenbildes. Und das weiß sie auch selbst. Vornehmlich betrifft ihre Sichtweise das Verhältnis zwischen Männern und Frauen. Für sie zählt der Mann nur, wenn er sich über seine Überlegenheit im Klaren ist, und dieses auch zeigt. Er muss immer intelligenter und besser sein als die Frau. Die Frau ist dazu da, ihn zu verwöhnen und ihn mit ihrer Anwesenheit zu schmücken. Nach ihren Worten ist die Frau der Efeu, der sich um die Lichtgestalt Mann zu ranken hat. Trotzdem tauchen aber doch hin und wieder Zweifel an ihrer eigenen Einstellung auf.

## Produktion
Das DDR-Fernsehen produzierte auf Grundlage von Guten Morgen, du Schöne sieben Fernseh-Produktionen, wobei der Film des Regisseurs Hans-Werner Honert über drei junge Frauen aus Maxi Wanders Buch Aufführungsverbot erhielt und deshalb erst nach der Wende gezeigt werden konnte. Die jeweils anderen drei Folgen von Vera Loebner (mit elektronischen Fernsehkameras aufgenommen) und Thomas Langhoff (mit 16 mm Filmkamera aufgenommen) wurden 1979 und 1980 ausgestrahlt.
Die Erstausstrahlung dieses Farbfilms erfolgte am 18. November 1979 im 2. Programm des Fernsehens der DDR.